# Брансвік (Нью-Йорк)
Брансвік (англ. Brunswick) — місто (англ. town) в США, в окрузі Ренсселер штату Нью-Йорк. Населення — 12 581 особа (2020).

## Демографія
Згідно з переписом 2010 року, у місті мешкала 11 941 особа в 4992 домогосподарствах у складі 3391 родини. Було 5279 помешкань
Расовий склад населення:
| - 94,5 % — білих - 1,8 % — чорних або афроамериканців - 1,6 % — азіатів - 0,2 % — корінних американців |

До двох чи більше рас належало 1,4 %. Частка іспаномовних становила 1,7 % від усіх жителів.
За віковим діапазоном населення розподілялося таким чином: 20,0 % — особи молодші 18 років, 64,3 % — особи у віці 18—64 років, 15,7 % — особи у віці 65 років та старші. Медіана віку мешканця становила 44,7 року. На 100 осіб жіночої статі у місті припадало 97,5 чоловіків;  на 100 жінок у віці від 18 років та старших — 95,0 чоловіків також старших 18 років.
Середній дохід на одне домашнє господарство  становив 107 183 долари США (медіана — 86 115), а середній дохід на одну сім'ю — 130 156 доларів (медіана — 103 421). Медіана доходів становила 65 559 доларів для чоловіків та 51 538 доларів для жінок. За межею бідності перебувало 3,4 % осіб, у тому числі 1,2 % дітей у віці до 18 років та 3,7 % осіб у віці 65 років та старших.
Цивільне працевлаштоване населення становило 7145 осіб. Основні галузі зайнятості: освіта, охорона здоров'я та соціальна допомога — 25,2 %, публічна адміністрація — 11,4 %, науковці, спеціалісти, менеджери — 10,2 %, роздрібна торгівля — 9,1 %.